# الكدادرة (الغوالم)
الكدادرة هو دُوَّار يقع بجماعة الغوالم، إقليم الخميسات، جهة الرباط سلا القنيطرة في المملكة المغربية. ينتمي الدوّار لمشيخة الغوالم التي تضم 4 دواوير. يقدر عدد سكانه بـ 1286 نسمة حسب الإحصاء الرسمي للسكان والسكنى لسنة 2004.

## روابط خارجية
- البوابة الوطنية للجماعات الترابية
- المندوبية السامية للتخطيط